# Heteromeringia steyskali
Heteromeringia steyskali är en tvåvingeart som beskrevs av Mitsuhiro Sasakawa 1966. Heteromeringia steyskali ingår i släktet Heteromeringia och familjen träflugor. Inga underarter finns listade i Catalogue of Life.